# Punto de vista (filosofía)
El punto de vista, en general, es la postura, la consideración o la actitud, e incluso la opinión («desde mi punto de vista…») que adopta un sujeto, sobre un hecho, objeto, persona o entidad determinada, a causa de la propia tendencia subjetiva del sujeto, de la que es indisociable. El punto de vista se usa también como sinónimo de perspectiva y, especialmente en el contexto artístico, de «mirada» o «enfoque». 
En filosofía, un punto de vista describe una manera específica o declarada de consideración personal, la actitud con que uno enfoca un asunto o lo que piensa de algo, como en la frase «desde el punto de vista del médico...». Este uso figurativo de la expresión queda atestiguado desde 1760. En este sentido, es sinónimo de uno de los significados del término «perspectiva».
Desde la perspectiva de la filosofía y las ciencias sociales, existen modelos de puntos de vista, como el punto de vista «neutral» (o neutralidad), el punto de vista natural y el punto de vista múltiple. Por otra parte, en los ámbitos de la música, de las artes, del humor y de la creación (innovación, diseño, tecnología) en general, las personas tienden siempre a ofrecer miradas, opiniones o  perspectivas nuevas acerca del mundo, ya sea real o ficticio. Los niños son buen ejemplo de personas que cambian su punto de vista con facilidad, ante las distintas situaciones que se les van presentando.

## Análisis
Margarita Vázquez Campos y Antonio Manuel Liz Gutiérrez, en su trabajo «The Notion of Point of View» ('La noción del punto de vista'), ofrecen un análisis integral de la estructura del concepto. Señalan que a pesar de ser crucial en muchos discursos, la noción no ha sido adecuadamente analizada, aunque existen aproximaciones importantes. Estos autores afirman que los primeros filósofos griegos clásicos, partiendo de Parménides y Heráclito, discutieron la relación entre «apariencia» y «realidad», es decir, cómo los respectivos puntos de vista se conectan con la realidad. A este respecto, señalan específicamente el Tractatus Logico-Philosophicus del filósofo austríaco Ludwig Wittgenstein, haciendo repaso de la teoría de Wittgenstein de «imágenes» o «modelos» (Wittgenstein usó la palabra alemana Bild, que significa ambas cosas) como ilustración de la relación entre los puntos de vista y la realidad.
El concepto de «punto de vista» es altamente multifuncional y ambiguo. Muchas cosas pueden ser juzgadas desde ciertos puntos de vista personales, tradicionales o morales (lo que se evidencia en la frase «la belleza está en el ojo del espectador»). Así, nuestro conocimiento sobre la realidad es a menudo relativo a un punto de vista concreto.

### Actitudes proposicionales
La estructura interna de un punto de vista puede ser analizada de manera similar al concepto de una actitud proposicional. Una actitud proposicional es, en efecto, una actitud, es decir, un estado mental sostenido por un sujeto hacia una proposición dada. Ejemplos de tales actitudes son «creer en algo», «querer algo», «adivinar algo», «recordar algo», etc. Vázquez Campos y Gutiérrez sugieren que los puntos de vista pueden ser analizados como conjuntos estructurados de actitudes proposicionales. Los autores se basan en la obra Sense and content (Sentido y contenido) de Christopher Peacocke.
Dentro de este enfoque se puede llevar a cabo una clasificación ontológica que distingue puntos de vista individuales versus colectivos, personal versus no personal, no conceptual versus conceptual, etc.

### Localización y acceso
Mientras que el enfoque de actitudes proposicionales es analizar puntos de vista internamente, el enfoque de «ubicación o localización / acceso» analiza externamente los puntos de vista por su función. El término «acceso» se refiere a la declaración de Liz Gutiérrez de que «puntos de vista, o perspectivas, son formas de tener acceso al mundo y a nosotros mismos», y el término «ubicación» o localización se refiere a la cita proporcionada por Jon Moline de que los puntos de vista son «formas de ver las cosas y los acontecimientos en determinados lugares». Moline rechaza la idea de que los puntos de vista se reducen a algunas reglas basadas en teorías, máximas o dogmas. Considera el concepto de «localización» de dos maneras: de manera directa como punto de vista y, en un sentido más amplio, como la forma en que un punto de vista determinado proporciona una perspectiva, es decir, influye en la percepción.
Este enfoque puede abordar cuestiones epistemológicas, como el relativismo, la existencia de un punto de vista absoluto, la compatibilidad de puntos de vista (incluido el «desacuerdo exacto» [faultless disagreement]), la posibilidad de un punto de vista sin sujeto, etc.